# Google Brain
Google Brain es un equipo de investigación de inteligencia artificial de aprendizaje profundo bajo el paraguas de Google AI, una filial de investigación de Google dedicada a la inteligencia artificial. Formado en 2011, Google Brain combina la investigación abierta de aprendizaje automático con sistemas de información y recursos informáticos a gran escala. El equipo ha creado herramientas como TensorFlow, que permiten que el público utilice las redes neuronales, con múltiples proyectos internos de investigación de IA. El equipo tiene como objetivo crear oportunidades de investigación en el aprendizaje automático y el procesamiento del lenguaje natural. El equipo fue fusionado con la antigua empresa hermana de Google, DeepMind, para formar Google DeepMind en abril de 2023.

## Historia
El proyecto Google Brain comenzó en 2011 como una colaboración de investigación a tiempo parcial entre el compañero de Google Jeff Dean, el investigador de Google Greg Corrado y el profesor de la Universidad de Stanford Andrew Ng. Ng había estado interesado en las técnicas de aprendizaje profundo utilizadas para resolver el problema de la inteligencia artificial desde 2006, y en 2011 comenzó a colaborar con Dean y Corrado para construir un sistema de software de aprendizaje profundo a gran escala, DistBelief, además de una infraestructura de computación en la nube de Google. Google Brain comenzó como un proyecto de Google X y tuvo tanto éxito que volvió a convertirse en Google: Astro Teller ha dicho que Google Brain pagó el costo total de Google X.
En junio de 2012, el New York Times informó que un grupo de 16 000 procesadores en 1000 computadoras dedicadas a imitar algunos aspectos de la actividad del cerebro humano se había entrenado con éxito para reconocer un gato basándose en 10 millones de imágenes digitales tomadas de videos de YouTube. La historia también fue cubierta por National Public Radio.
En marzo de 2013, Google contrató a Geoffrey Hinton, un investigador líder en el campo del aprendizaje profundo, y adquirió la empresa DNNResearch Inc. dirigida por Geoffrey Hinton . Hinton dijo que dividiría su tiempo futuro entre su investigación universitaria y su trabajo en Google.

## Equipo y ubicación
Google Brain fue creado inicialmente por el becario de Google Jeff Dean y el profesor invitado de Stanford Andrew Ng. En 2014, el equipo incluía a Jeff Dean, Quoc Le, Ilya Sutskever, Alex Krizhevsky, Samy Bengio y Vincent Vanhoucke. En 2017, los miembros del equipo incluyen a Anelia Angelova, Samy Bengio, Greg Corrado, George Dahl, Michael Isard, Anjuli Kannan, Hugo Larochelle, Chris Olah, Salih Edneer, Benoit Steiner, Vincent Vanhoucke, Vijay Vasudevan y Fernanda Viegas. Chris Lattner, quien creó el lenguaje de programación Swift (lenguaje de programación) de Apple y luego dirigió el equipo de autonomía de Tesla durante seis meses, se unió al equipo de Google Brain en agosto de 2017. Lattner dejó el equipo en enero de 2020 y se unió a SiFive.
En 2021, Google Brain está dirigido por Jeff Dean, Geoffrey Hinton y Zoubin Ghahramani. Otros miembros incluyen a Katherine Heller, Pi-Chuan Chang, Ian Simon, Jean-Philippe Vert, Nevena Lazic, Anelia Angelova, Lukasz Kaiser, Carrie Jun Cai, Eric Breck, Ruoming Pang, Carlos Riquelme, Hugo Larochelle, David Ha. Samy Bengio dejó el equipo en abril de 2021 y Zoubin Ghahramani asumió sus responsabilidades.
Google Research incluye Google Brain y tiene su sede en Mountain View, California. También tiene grupos satélite en Acra, Ámsterdam, Atlanta, Beijing, Berlín, Cambridge (Massachusetts), Israel, Los Ángeles, Londres, Montreal, Múnich, Nueva York, París, Pittsburgh, Princeton, San Francisco, Seattle, Tokio, Toronto y Zúrich.

## Proyectos

### Sistema de cifrado ideado por inteligencia artificial
En octubre de 2016, Google Brain diseñó un experimento para determinar que las redes neuronales son capaces de aprender cifrado simétrico seguro. En este experimento se crearon tres redes neuronales: Alice, Bob y Eve. Siguiendo la idea de una red antagónica generativa (GAN), el objetivo del experimento era que Alice enviara un mensaje cifrado a Bob y que Bob pudiera descifrarlo, pero que el adversario, Eve, no pudiera. Alice y Bob mantuvieron una ventaja sobre Eve, ya que compartían una clave utilizada para el cifrado y descifrado. Al hacerlo, Google Brain demostró la capacidad de las redes neuronales para aprender cifrado seguro.

### Mejora de la imagen
En febrero de 2017, Google Brain determinó un método probabilístico para convertir imágenes con 8x8 de resolución a una resolución de 32x32. El método se basó en un modelo probabilístico ya existente llamado pixelCNN para generar traducciones de píxeles.
El software propuesto utiliza dos redes neuronales para hacer aproximaciones para la composición de píxeles de las imágenes traducidas. La primera red, conocida como "red de acondicionamiento", reduce el tamaño de las imágenes de alta resolución a 8x8 e intenta crear asignaciones de la imagen original de 8x8 a estas de mayor resolución. La otra red, conocida como "red anterior", utiliza las asignaciones de la red anterior para agregar más detalles a la imagen original. La imagen traducida resultante no es la misma imagen en mayor resolución, sino una estimación de resolución de 32x32 basada en otras imágenes de alta resolución existentes. Los resultados de Google Brain indican la posibilidad de que las redes neuronales mejoren las imágenes.

### Traductor de Google
El equipo de Google Brain contribuyó al proyecto Google Translate empleando un nuevo sistema de aprendizaje profundo que combina redes neuronales artificiales con amplias bases de datos de textos multilingües. En septiembre de 2016, se lanzó Google Neural Machine Translation (GNMT), un marco de aprendizaje de extremo a extremo, capaz de aprender de una gran cantidad de ejemplos. Anteriormente, el enfoque de traducción automática basada en frases (PBMT) de Google Translate analizaba estadísticamente palabra por palabra e intentaba hacer coincidir las palabras correspondientes en otros idiomas sin tener en cuenta las frases circundantes en la oración. Pero en lugar de elegir un reemplazo para cada palabra individual en el idioma deseado, GNMT evalúa segmentos de palabras en el contexto del resto de la oración para elegir reemplazos más precisos. En comparación con los modelos PBMT más antiguos, el modelo GNMT obtuvo una mejora del 24 % en la similitud con la traducción humana, con una reducción del 60 % en los errores. La GNMT también ha mostrado una mejora significativa en traducciones notoriamente difíciles, como del chino al inglés.
Si bien la introducción de la GNMT ha aumentado la calidad de las traducciones de Google Translate para los idiomas piloto, fue muy difícil crear dichas mejoras para todos sus 103 idiomas. Al abordar este problema, el equipo de Google Brain pudo desarrollar un sistema GNMT multilingüe, que amplió el anterior al permitir traducciones entre varios idiomas. Además, permite Zero-Shot Translations, que son traducciones entre dos idiomas que el sistema nunca antes había visto explícitamente. Google anunció que Google Translate ahora también puede traducir sin transcribir, utilizando redes neuronales. Esto significa que es posible traducir el habla en un idioma directamente a texto en otro idioma, sin transcribirlo primero a texto. Según los investigadores de Google Brain, este paso intermedio se puede evitar utilizando redes neuronales. Para que el sistema aprendiera esto, lo expusieron a muchas horas de audio en español junto con el texto en inglés correspondiente. Las diferentes capas de redes neuronales, replicando el cerebro humano, pudieron vincular las partes correspondientes y posteriormente manipular la forma de onda de audio hasta que se transformó en texto en inglés. Otro inconveniente del modelo GNMT es que hace que el tiempo de traducción aumente exponencialmente con el número de palabras de la oración. Esto hizo que Google Brain agregara 2000 procesadores más para garantizar que el nuevo proceso de traducción siguiera siendo rápido y confiable.

### Robótica
Con el objetivo de mejorar los algoritmos de control de la robótica tradicional donde las nuevas habilidades de un robot deben programarse a mano, los investigadores de robótica de Google Brain están desarrollando técnicas de aprendizaje automático para permitir que los robots aprendan nuevas habilidades por sí mismos. También intentan desarrollar formas de compartir información entre robots para que puedan aprender unos de otros durante su proceso de aprendizaje, también conocido como robótica en la nube. Como resultado, Google lanzó Google Cloud Robotics Platform para desarrolladores en 2019, un esfuerzo por combinar robótica, IA y la nube para permitir una automatización robótica eficiente a través de robots colaborativos conectados a la nube.
La investigación de robótica en Google Brain se ha centrado principalmente en mejorar y aplicar algoritmos de aprendizaje profundo para permitir que los robots completen tareas aprendiendo de la experiencia, la simulación, las demostraciones humanas o las representaciones visuales. Por ejemplo, los investigadores de Google Brain demostraron que los robots pueden aprender a recoger y lanzar objetos rígidos en cajas seleccionadas al experimentar en un entorno sin estar preprogramados para hacerlo. En otra investigación, los investigadores entrenaron a los robots para que aprendieran comportamientos como verter líquido de una taza; los robots aprendieron de videos de demostraciones humanas grabadas desde múltiples puntos de vista.
Los investigadores de Google Brain han colaborado con otras empresas e instituciones académicas en la investigación de la robótica. En 2016, Google Brain colaboró con investigadores de X Development en una investigación sobre el aprendizaje de la coordinación mano-ojo para el agarre robótico. Su método permitió el control de robots en tiempo real para agarrar objetos nuevos con autocorrección. En 2020, investigadores de Google Brain, Intel AI Lab y UC Berkeley crearon un modelo de inteligencia artificial para que los robots aprendan tareas relacionadas con la cirugía, como suturar, a partir del entrenamiento con videos de cirugía.

### Reconocimiento de orador interactivo con aprendizaje por refuerzo
En 2020, Google Brain y la Universidad de Lille I presentaron un modelo para el reconocimiento automático de hablantes al que llamaron Interactive Speaker Recognition. El módulo ISR reconoce a un hablante de una lista dada de hablantes solo solicitando algunas palabras específicas del usuario. El modelo se puede modificar para elegir segmentos de voz en el contexto del entrenamiento de texto a voz. También puede evitar generadores de voz maliciosos para proteger los datos.

### TensorFlow
TensorFlow es una biblioteca de software de código abierto con tecnología de Google Brain que permite que cualquier persona utilice el aprendizaje automático al proporcionar las herramientas para entrenar su propia red neuronal. Los agricultores han utilizado la herramienta para reducir la cantidad de trabajo manual necesario para clasificar su producción, entrenándola con un conjunto de datos de imágenes clasificadas por humanos.

### Magenta
Magenta es un proyecto que utiliza Google Brain para crear nueva información en forma de arte y música en lugar de clasificar los datos existentes. TensorFlow se actualizó con un conjunto de herramientas para que los usuarios guíen la red neuronal para crear imágenes y música. Sin embargo, el equipo de la Universidad Estatal de Valdosta encontró que la Inteligencia artificial lucha por replicar perfectamente la intención humana en el arte, de manera similar a los problemas que enfrenta en la traducción.

### Aplicaciones médicas
Las capacidades de clasificación de imágenes de Google Brain se han utilizado para ayudar a detectar ciertas condiciones médicas al buscar patrones que los médicos humanos pueden no notar para proporcionar un diagnóstico más temprano. Durante la detección del cáncer de mama, se descubrió que este método tiene una cuarta parte de la tasa de falsos positivos de los patólogos humanos, que requieren más tiempo para revisar cada foto y no pueden concentrarse por completo en esta tarea. Debido al entrenamiento muy específico de la red neuronal para una sola tarea, no puede identificar otras afecciones presentes en una foto que un humano podría detectar fácilmente.

### Otros productos de Google
La tecnología de los proyectos Google Brain se utiliza actualmente en varios otros productos de Google, como el sistema de reconocimiento del habla del sistema operativo Android, la búsqueda de fotos para Google Photos, la respuesta inteligente en Gmail y las recomendaciones de videos en YouTube.

## Recepción
Google Brain ha recibido cobertura en Wired Magazine, National Public Radio, y Big Think. Estos artículos contienen entrevistas con miembros clave del equipo, Ray Kurzweil y Andrew Ng, y se centran en explicaciones de los objetivos y aplicaciones del proyecto.

### Controversia
En diciembre de 2020, el especialista en ética de la IA, Timnit Gebru, dejó Google. Si bien se discute la naturaleza exacta de su renuncia o de su despido, la causa de su partida fue su negativa a retractarse de un artículo titulado "Sobre los peligros de los loros estocásticos: ¿Pueden los modelos de lenguaje ser demasiado grandes?" Este documento exploró los riesgos potenciales del crecimiento de la IA como Google Brain, incluido el impacto ambiental, los sesgos en los datos de entrenamiento y la capacidad de engañar al público. La solicitud de retractación del documento fue realizada por Megan Kacholia, vicepresidenta de Google Brain. A partir de abril de 2021, casi 7000 empleados actuales o anteriores de Google y simpatizantes de la industria firmaron una carta abierta acusando a Google de "censura de investigación" y condenando el trato de Gebru en la empresa.
En febrero de 2021, Google despidió a una de las líderes del equipo de ética de IA de la empresa, Margaret Mitchell. La declaración de la empresa alegaba que Mitchell había violado la política de la empresa al usar herramientas automatizadas para encontrar apoyo para Gebru. En el mismo mes, los ingenieros fuera del equipo de ética comenzaron a renunciar, citando el despido “injusto” de Gebru como la razón. En abril de 2021, el cofundador de Google Brain, Samy Bengio, anunció su renuncia a la empresa. A pesar de ser el gerente de Gebru, Bengio no fue notificado antes de su despido y publicó en línea en apoyo tanto a ella como a Mitchell. Si bien el anuncio de Bengio se centró en el crecimiento personal como motivo para irse, fuentes anónimas indicaron a Reuters que la agitación dentro del equipo de ética de la IA influyó en sus consideraciones.